# M1129 ストライカーMC
M1129 ストライカーMC（M1129 Stryker Mortar Carrier, MC）は、アメリカ陸軍のストライカー旅団で運用される装輪式自走迫撃砲である。イスラエルのソルタム・システムズ製、ソルタムK6 120mm迫撃砲のアメリカ軍仕様の車載型であるM121 120mm迫撃砲を搭載している。
スイス、モワク社によって開発されたピラーニャIIIをベースにジェネラル・ダイナミクス・ランド・システムズ・カナダ（GDLS Canada）が製造しているストライカー装甲車シリーズの車種である。

## 概要
M1129は、ストライカー MCV-B（Mortar Carrier Vehicle version-B）とも呼称される。M1129に先立って開発されたMCV-A（version-A）では、ストライカーのサスペンションで発射の反動を吸収するのが困難である事から、搭載した120mm迫撃砲を使用する際には車外に降ろす必要があった。MCV-Bでは、迫撃砲本体と同じくソルタム・システムズ社で開発された迫撃砲リコイルシステムであるCardomを搭載したことにより、120mm迫撃砲を車内に搭載した状態で使用可能となった。また、この迫撃砲は砲身内にアダプターを挿入することで、81mm迫撃砲弾を使用する事も可能である。
M1129は、ストライカー旅団戦闘団の機動歩兵大隊およびRSTA大隊（偵察・監視を任務とする部隊）で運用される。大隊レベルで運用される車両には、車内に搭載したM121 120mm迫撃砲のほかにM252 81mm迫撃砲を牽引して運用されることもある。同様に中隊レベルで運用される車両はM224 60mm迫撃砲を牽引する場合がある。また、RSTA大隊に配備される車両は車載120mm迫撃砲のみを運用する。M1129は各歩兵大隊に10両ずつ、RSTA大隊には6両ずつ配備される。
副武装として、M240B 7.62mm機関銃を車体上の銃架に装備可能である。この銃架は通常のマニュアル操作タイプで、M1126やM1130に装備されているリモコン式のM151 プロテクターRWSではない。
M1129は、2005年に第172ストライカー旅団戦闘団に配備され、同年8月に同部隊によりイラクに持ち込まれて運用された。

## 画像

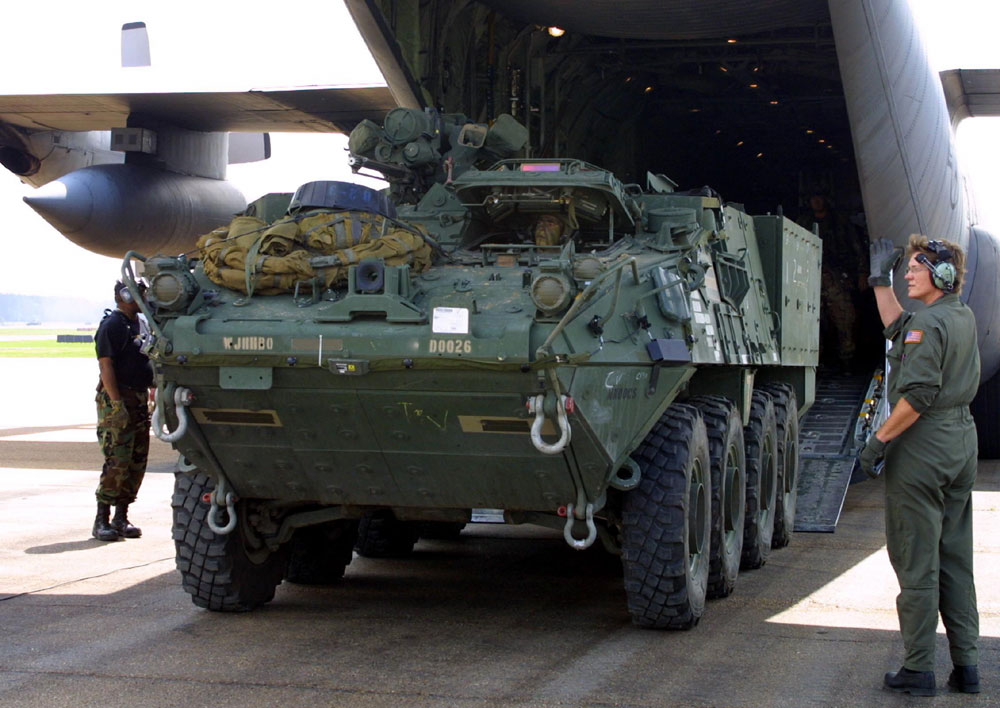
C-130 ハーキュリーズにより空輸されるM1129
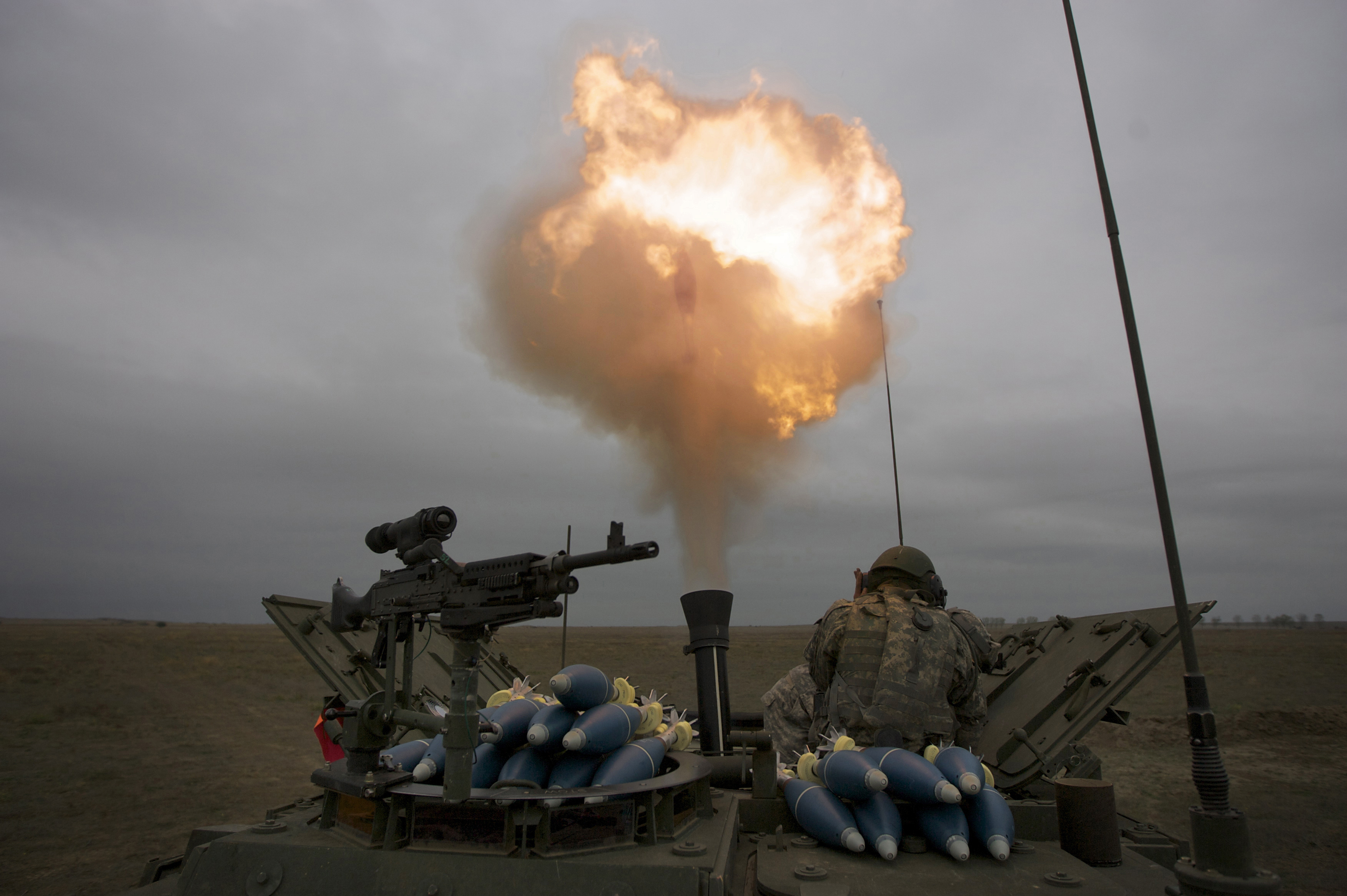
M1129による砲撃
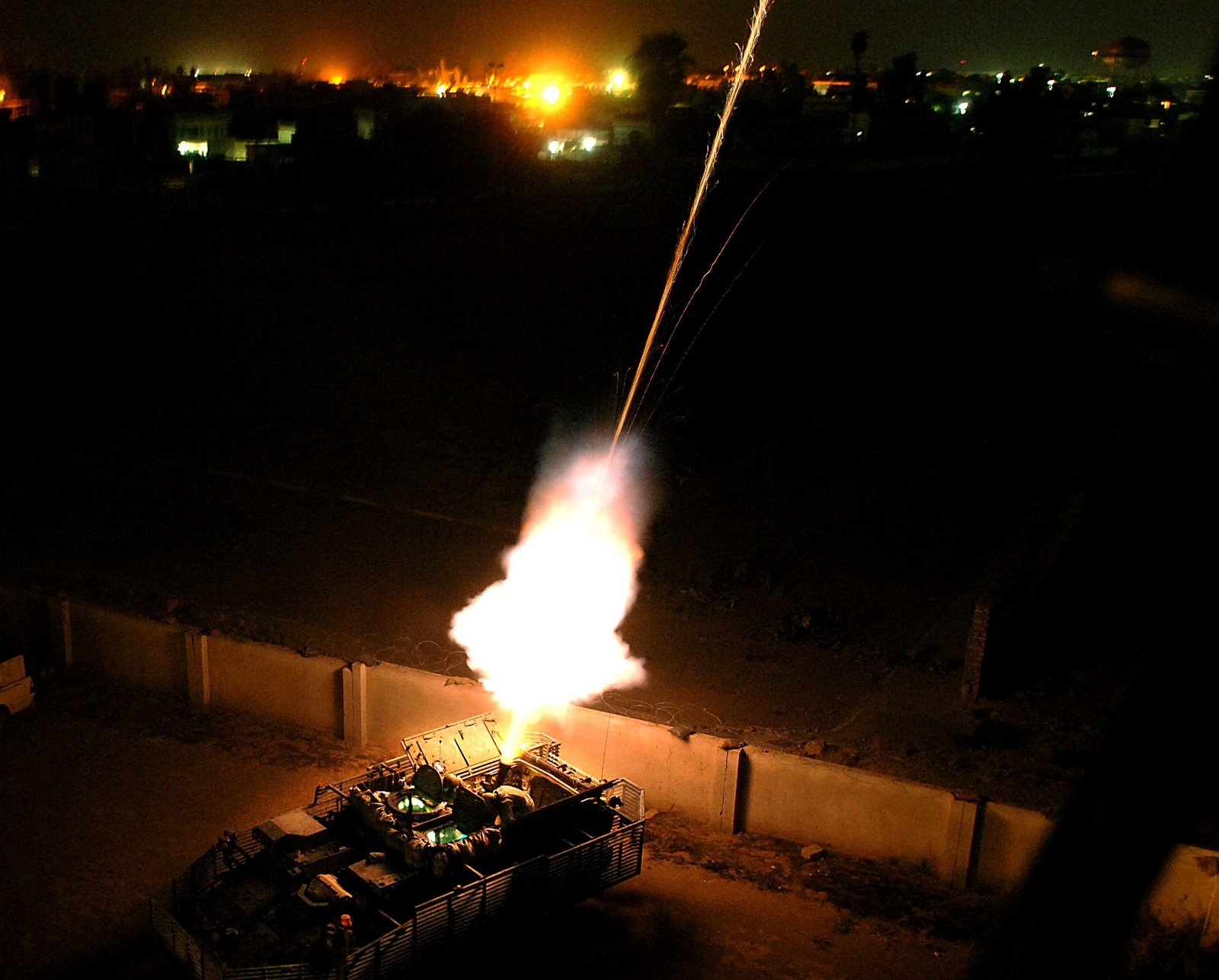
M1129による夜間砲撃
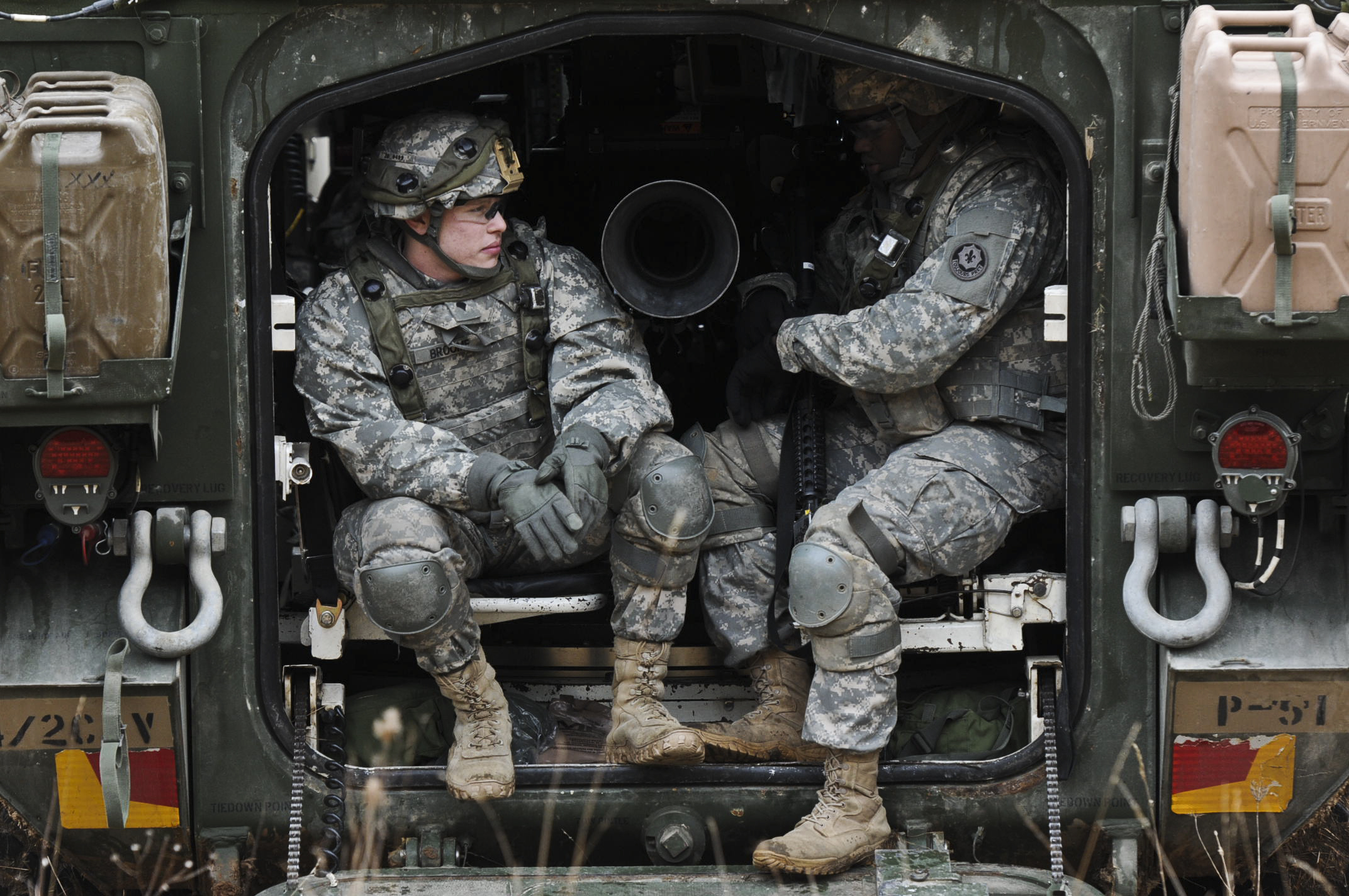
車内に収容された120mm迫撃砲の砲口部
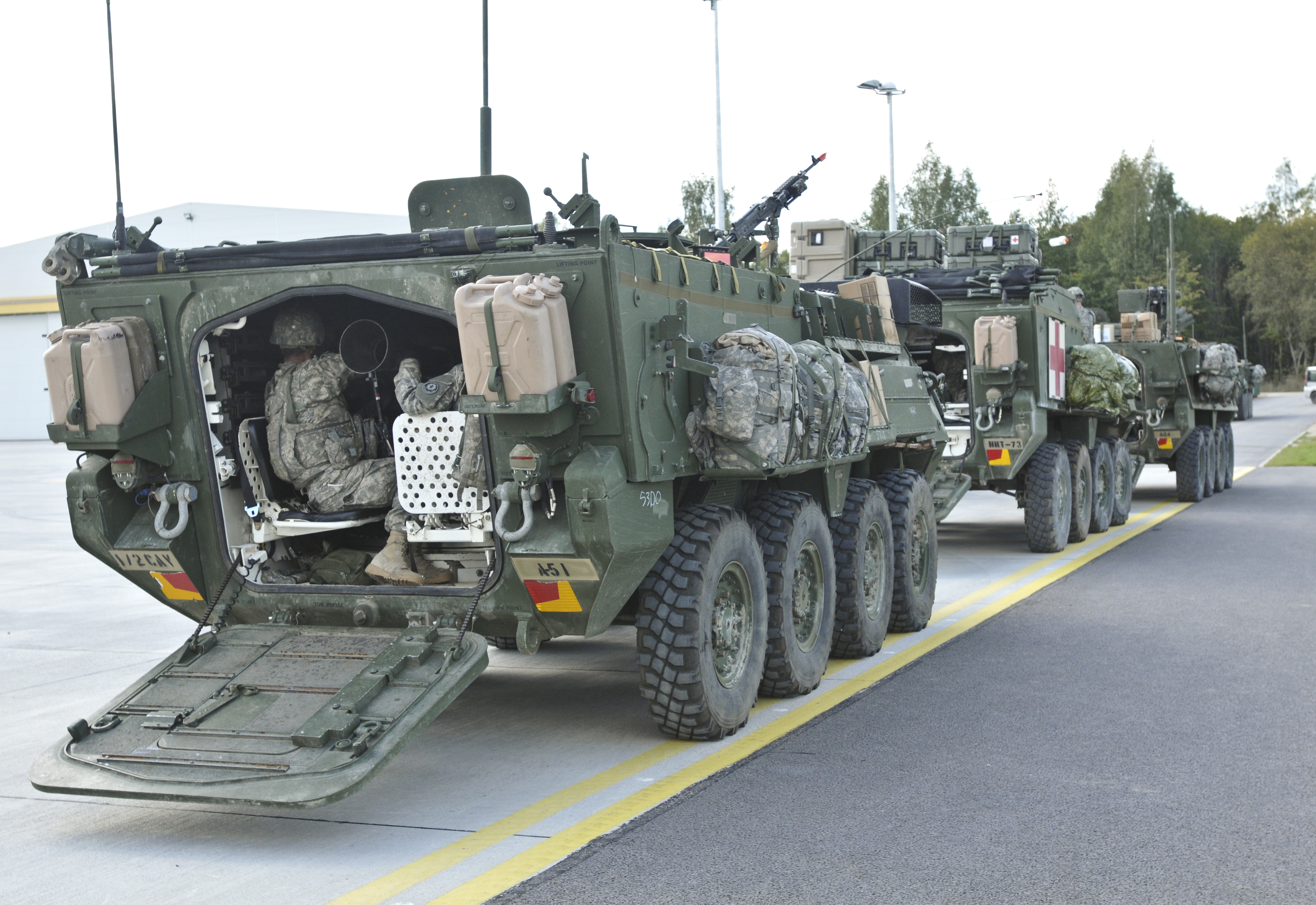
後部から見たM1129